# Modern Art (Nina Zilli)
| Recensione       | Giudizio |
| ---------------- | -------- |
| All Music Italia | 6/10     |
| Rockit           | Negativo |
| Rockol           | 7/10     |

Modern Art è il quarto album in studio della cantante italiana Nina Zilli, pubblicato il 1º settembre 2017 dalla Universal.
Nel 2018 è stata stampata una nuova edizione, che include il brano Senza appartenere, presentato al Festival di Sanremo 2018.

## Tracce

### Edizione standard
1. Domani arriverà (Modern Art) – 2:54
2. Ti amo mi uccidi – 3:06
3. 1XUnattimo – 3:32
4. Mi hai fatto fare tardi – 3:12
5. Il punto in cui tornare – 3:12
6. Notte di luglio – 2:57
7. Butti giù (feat. J-Ax) – 3:55
8. Il mio posto qual è – 2:44
9. IgPF – 2:59
10. Sei nell'aria – 3:14
11. Per un niente – 3:23
12. Come un miracolo – 5:10

### Sanremo Edition
1. Senza appartenere – 3:16
2. Domani arriverà (Modern Art) – 2:53
3. Ti amo mi uccidi – 3:05
4. 1XUnattimo – 3:32
5. Mi hai fatto fare tardi – 3:12
6. Il punto in cui tornare – 3:11
7. Notte di luglio – 2:56
8. Butti giù (feat. J-Ax) – 3:55
9. Il mio posto qual è – 2:44
10. IgPF – 2:58
11. Sei nell'aria – 3:14
12. Per un niente – 3:22
13. 1XUnattimo (Unplugged) – 3:32
14. Come un miracolo – 5:10

## Classifiche
| Classifica (2017) | Posizione massima |
| ----------------- | ----------------- |
| Italia            | 17                |